# Olszewo-Bołąki
Olszewo-Bołąki – wieś sołecka w Polsce, położona w województwie mazowieckim, w powiecie mławskim, w gminie Stupsk.
W latach 1975–1998 miejscowość administracyjnie należała do województwa ciechanowskiego.

## Integralne części wsi
| SIMC    | Nazwa            | Rodzaj    |
| ------- | ---------------- | --------- |
| 0127396 | Olszewo-Chlebowo | część wsi |
| 0127404 | Olszewo-Reszki   | część wsi |

## Historia
Według spisu akt cywilnych parafii Żmijewo Kościelne z 1817 roku, we wsi Olszewo-Bołąki znajdowało się 9 dymów zamieszkałych przez 21 mężczyzn (z czego tylko 12 w wieku powyżej 16-tego roku życia) i 21 kobiet (z czego 17 powyżej 16-tego roku życia). Z tego samego spisu wynika, że właścicielem części wsi był Mikołaj Zakrzewski.